# Paolo Caucci von Saucken
Paolo Giuseppe Caucci von Saucken (Ascoli Piceno, 19 marzo 1941) è uno storico e saggista italiano, specializzato nello studio delle vie del pellegrinaggio cristiano nel Medioevo, in particolar modo del Cammino di Santiago di Compostela.

## Biografia
Nasce ad Ascoli Piceno nel 1941. Studia a Firenze, dove si laurea prima in giurisprudenza e poi in lettere moderne. 
Attualmente vive a Perugia, dove è stato professore ordinario di Letteratura spagnola (ex "Storia della cultura ispanica") presso l'Università degli Studi di Perugia.
Già professore dell'Università di Santiago di Compostela e della Universidad Nacional de Educación a Distancia (UNED) di Madrid, ha insegnato anche presso la Pontificia Università Lateranense, dove ha svolto per oltre dieci anni corsi sulla via francigena, sulle vie romee e sul Cammino di Santiago.

## Il Cammino di Santiago di Compostela

Paolo G. Caucci von Saucken è da molti considerato il massimo esperto vivente del Cammino di Santiago di Compostela a cui ha dedicato gran parte della sua vita e delle sue ricerche.
È Rettore della Confraternita di San Jacopo di Compostella. La Confraternita è l'unica istituzione in Italia autorizzata a dare la credenziale del pellegrino, documento indispensabile per coloro che intendono compiere il pellegrinaggio verso i luoghi santi di Santiago di Compostela, Roma o Gerusalemme, o verso qualsiasi altro santuario cristiano.

## Opere

### Studi Compostellani
- 1.	Las peregrinaciones italianas a Santiago, Porto y Cía editores, Santiago de Compostela 1971, pp. 246.
- 2.	La conchiglia come simbolo del pellegrinaggio a Santiago de Compostela, in “Vie della tradizione”, I (1971), pp. 26–34.
- 3.	La tematica jacopea nelle Sacre Rappresentazioni italiane del Cinquecento e del Seicento, in Atti del Convegno Teoría y realidad en el teatro español del siglo XVII. La influencia italiana (Roma, 16-19 novembre 1978), a cura de Francisco Ramos Ortega, Publicaciones del Instituto Español de Cultura y de Literatura de Roma, Salamanca 1981, pp. 471–484.
- 4.	I testi italiani di viaggio e pellegrinaggio a Santiago de Compostela, in I testi italiani del Viaggio e Pellegrinaggio a Santiago de Compostela e Diorama sulla Galizia, Grafiche Benucci, Perugia 1982, pp. 9–29.
- 5.	Il Cammino italiano a Compostella. Il pellegrinaggio a Santiago di Compostella e l'Italia, Università di Perugia/Officine Grafiche Romagnole, Perugia 1984, pp. 200.
- 6.	Italiaanse pelgrimswegen naar Compostela, in AA. VV., Pelgrims door de eeuwen heen. Santiago de Compostela in woord en beeld, a cura di J. Van Herwaarden, Brepols, Bruxelles 1985, pp. 137–147.
- 7.	Lo stesso in trad. Francese: Le chemin italien de Saint-Jacques, in AA. VV., La Quête du sacré. Saint-Jacques de Compostelle, a cura di Alphonse Dupront Brepols, Bruxelles 1985, pp. 63–75.
- 8.	Relazioni italiane di pellegrinaggio a Santiago del Quattrocento, in Atti del I Congreso de la Asociación hispánica de literatura medieval, (Santiago de Compostela, 2-6 dicembre 1985) a cura di Vicente Beltrán, PPU, Salamanca 1987, pp. 235–246.
- 9.	Una nuova acquisizione per la letteratura di pellegrinaggio italiana. Il Viaggio da Napoli à San Giacomo di Galizia di Nicola Albani, in Atti del Convegno internazionale Il pellegrinaggio a Santiago de Compostela e la letteratura jacopea, (Perugia 23-24-25 settembre 1983) a cura di Giovanna Scalia, Centro italiano di studi compostellani/ Università di Perugia, Perugia 1985, pp. 377–427.
- 10.	La littérature de voyage et de pèlerinage à Compostelle, in catalogo dell'esposizione Santiago de Compostela. 1000 ans de pèlerinage européen, Centrum Voor Kunst en Cultur/ Credit Communal, Gand 1985, pp. 173–181.
- 11.	 Prolusione agli Atti del Convegno internazionale di Studi Pistoia e il Cammino di Santiago. Una dimensione europea nella Toscana Medievale (Pistoia 28-30 settembre 1984), a cura di Lucia Gai, Università di Perugia / ESI Napoli 1987, pp. 7–13.
- 12.	 La “ via francigena” et les itinéraires italiens vers Saint-Jacques-de-Compostelle, in Atti del Convegno internazionale, Les chemins de Saint-Jacques-de-Compostelle, (Bamberg, 29 settembre 1º ottobre 1988), Conseil de l'Europe, Strasbourg 1989, pp. 62–67.
- 13.	 Domenico Laffi scrittore e pellegrino, in Domenico Laffi, Viaggio in Ponente a san Giacomo di Galitia e Finisterrae, ed. a cura di A. S. Capponi, Università di Perugia/ ESI Napoli 1989, pp. 7–12.
- 14.	 Guida del pellegrino di Santiago. Libro quinto del Codex Calixtinus. Secolo XII, Jaca Book, Milano 1989 e ristampe successive, pp. 148.
- 15.	 La via francigena e gli itinerari italiani a Compostella, in Europäische Wege der Santiago-Pilgerfahrt, a cura di R. Plötz, Gunter Narr Verlag, Tübingen 1989, pp. 119–129.
- 16.	 In ytinere stellarum. Mille anni di pellegrinaggio a Santiago de Compostela, (testo al catalogo dell'esposizione) Roma 1990, pp. 53.
- 17.	 Itinerarios y peregrinos italianos a Santiago e Finisterre, in El Camino de Santiago. Camino de Europa, Curso de Conferencias (El Escorial, 22-26 VII 1991), Xunta de Galicia / Artes Gráficas Portelas, Pontevedra 1993, pp. 203–213.
- 18.	 Il Cammino di Santiago, gli ordini ospitalieri e Altopascio, in Atti del Convegno Altopascio un grande centro ospitaliero nell'Europa medievale, (Altopascio, 22 luglio 1990), Comune di Altopascio, Altopascio 1992, pp. 19–30.
- 19.	 La via lusitana en los relatos de los peregrinos italianos, in Atti del I Congresso internacional dos caminhos portugueses de Santiago de Compostela, (Porto, 10-12 de novembro de 1989), a cura di Manuel Cadafaz de Matos, Edições Távola Redonda, Lisboa 1992, pp. 245–259.
- 20.	 Les récits de voyage en tant que principale motivation des pèlerinages italiens vers Saint-Jacques-de Compostelle, in Atti del convegno internazionale Les trace du pèlerinage à Saint-Jacques-de-Compostelle dans la culture européenne, (Viterbo, 28 settembre-1º ottobre 1989), Conseil de l'Europe, Strasbourg 1992, pp. 132–137.
- 21.	 Formas y perspectivas de la peregrinación actual, in Atti del Curso de Verano Pensamento, Arte e Literatura no Camiño de Santiago, (Santiago de Compostela, luglio 1991) a cura di A. Álvarez Gómez, Santiago de Compostela 1991, Gráficas Numen, Vigo 1993, pp. 163–179.
- 22.	 Il bordone e la penna: introduzione alla storiografia jacopea, in Atti del Convegno El Camino de Santiago y l'articulación del espacio hispánico, (XX Semana de estudios medievales, Estella 1993), Gobierno de Navarra, Pamplona 1993, pp. 19–58.
- 23.	 Santiago. L'Europa del pellegrinaggio, a cura di Paolo Caucci von Saucken, Jaca Book, Milano 1993, pp. 388 (con coedizioni contemporanee in tedesco, francese e spagnolo e varie ristampe degli anni successivi).
- 24.	 Vita e senso del pellegrino compostellano, in Santiago. L'Europa del pellegrinaggio, a cura di Paolo Caucci von Saucken, Jaca Book, Milano 1993, pp. 91– 112.
- 25.	 L'Umbria in due resoconti di pellegrini a Santiago de Compostela, in Atti del Convegno Poveri in cammino, a cura di Alberto Monticone, Franco Angeli ed., Roma 1993, pp. 323–337.
- 26.	 La sonrisa del Apóstol, prologo a Pablo Arribas Briones, Pícaros y picaresca en el Camino de Santiago, Ediciones Aldecoa, Burgos 1993, pp. 13–16.
- 27.	 La Orden de Malta en el Camino de Santiago, in La Orden de Malta, la Mar y la Armada in Atti delle X Jornadas de Historia Marítima (Madrid, 9-11 maggio 1994), pubblicato in “Cuadernos monográficos del Instituto de historia y cultura naval”, XXIII (1994), pp. 85–95.
- 28.	 L'Ordine di Malta e il Cammino di Santiago, Benucci editore, Perugia 1994, pp. 158.
- 29.	 Gli Ordini militari e ospedalieri sul Camino de Santiago, in Atti del Convegno Militia Sacra. Gli ordini militari tra Europa e Terrasanta, a cura di E. Coli, Perugia 1994, pp. 85–100.
- 30.	El Camino portugués a su paso por Galicia en la literatura de viajeros y peregrinos, in Actas del II Encuentro sobre los caminos portugueses a Santiago(Pontevedra, 10-12 aprile 1993), Asociación Amigos de los Pazos, Vigo 1994, pp. 17–29.
- 31.	 Die Toskana als “Jakobsregion” und ihre Pilgerwege nach Santiago, in Der Jakobuskult in Süddeutschland, a cura di Klaus Herbers e Dieter R. Bauer, Gunter Narr Verlag, Tübingen 1995, pp. 353–365.
- 32.	 La memoria de Santiago y su catedral en la literatura odepórica compostelana, in “ Compostellanum” XL, nn. 3-4 (1995), pp. 367–378.
- 33.	 Tipologia e diorama della letteratura odeporica compostellana, in Saggi in onore di Giovanni Allegra, a cura di Paolo Caucci von Saucken, Università di Perugia, Perugia 1995, pp. 107–128.
- 34.	 Le distanze nei pellegrinaggi medievali, in Atti del XXXII convegno del Centro italiano di studi sul Basso Medioevo (Todi, 8-11 ottobre 1995), Spazi, tempi, misure e percorsi nell'Europa del Basso Medioevo, Centro italiano di studi sull'alto medioevo, Spoleto 1996, pp. 297– 315.
- 35.	 I pellegrinaggi a Santiago de Compostela: storia e attualità, in Santuario, tenda dell'incontro con Dio. Tra storia e spiritualità, a cura di L. Andreatta e F. Marinelli, Edizioni Piemme, Casale Monferrato 1996, pp. 89–105.
- 36.	 O paradigma do Camiño na historia da nova Europa, in Europa. Profecía ed Esperanza, A.U.C.E., Santiago de Compostela 1996, pp. 95–105.
- 37.	 Vie di pellegrinaggio e Ordine di Malta, in “Rivista internazionale del Sovrano Militare Ordine Ospedaliero di San Giovanni di Gerusalemme, di Rodi, di Malta”, XXVIII (Dicembre 1996), pp. 51–56; The Pilgrims' Routes and the Order of Malta, in Idem, pp. 57–59.
- 38.	 I convegni internazionali di studio nell'ultimo decennio, in Atti del Convegno La “peregrinatio studiorum” jacopea in Europa nell'ultimo decennio, (Pistoia –Altopascio, 23-25 settembre 1994) a cura di Lucia Gai, Camera di Commercio, Pistoia 1997, pp. 57–84.
- 39.	 Valore e senso del pellegrinaggio a Santiago de Compostela, in Il pellegrinaggio. Storia e attualità: Roma, Santiago de Compostela, Gerusalemme, Edizioni Francescane Italiane, Mirandola (Mo) 1997, pp. 51–69.
- 40.	 Roma-Santiago-Jerusalén. Tradición y actualidad, in Paso a Paso, Atti della X Semana Jacobea y actividades conmemorativas de diez años de actividad cultural 1987-1997 a cura di Jesús Tanco, Asociación Navarra Amigos del Camino, Pamplona 1997, pp. 17–24
- 41.	 Camino de Santiago. Un Cammino per l'identità europea, in Atti del Convegno Homo viator. Nella fede, nella cultura, nella storia (Abbazia di Chiaravalle, Fiastra-Tolentino, 18-19 ottobre 1996) a cura di Bonita Cleri, QuattroVenti, Urbino 1997, pp. 195–209.
- 42.	 Le vie del Giubileo, metodo e tipologia, in Atti del Convegno Vie di pellegrinaggio medievale attraverso l'Alta Valle del Tevere (Sansepolcro, 27-28 settembre 1996), a cura di Enzo Mattesini, Petruzzi editore, Città di Castello 1998, pp. 1–16.
- 43.	 La soppressione del Tempio e la nascita della Ordem de Cristo nell'autunno dell'ecumene medievale, in Il Portogallo e i mari: un incontro tra culture, Atti del Congresso internazionale (Napoli, 15-17 dicembre 1994) a cura di Maria Luisa Cusati, I.U.O./Liguori, Napoli 1996, pp. 273–284.
- 44.	 La via dei cavalieri e dei pellegrini nell'Umbria medievale, in “ Compostella”, XXIII (1997), pp. 40 – 51.
- 45.	 Da Magione a Spoleto, un itinerario per pellegrini nell'Umbria medievale, in Itinerari del sacro in Umbria, a cura di M. Sensi, Octavo ed., Firenze 1998, pp. 291– 309.
- 46.	 Presentación, Carmen Pugliese, El Camino de Santiago en el siglo XIX, Xunta de Galicia, Santiago de Compostela 1998, pp. 12–15.
- 47.	 Il “vero camino dritto de san Giacopo” e gli itinerari lombardi per Santiago de Compostela secondo la letteratura odeporica, in Le vie del cielo: itinerari di pellegrini attraverso la Lombardia, Atti del Convegno internazionale (Milano 22-23 novembre 1996), a cura di Giuseppe Manzoni di Chiosca, Regione Lombardia, Milano 1998, pp. 23–31.
- 48.	 Militia sacra e cura peregrinorum: Ordini militari e ospitalieri e pellegrinaggio, in Santiago, Roma, Jerusalén, Atti del Convegno internazionale (Santiago 14-16 settembre 1997), a cura di P. Caucci von Saucken, Xunta de Galicia, Santiago de Compostela 1999, pp. 29–49.
- 49.	 Saint-Jacques de Compostelle: Modèle des itinéraires européens, in Les itinéraires culturels européens, edité par Giovanni Mangion et Isabel Tamen, Editions du Conseil de l'Europe, Strasbourg 1998, pp. 11–14.
- 50.	 La Francigena, via per Roma, Santiago e Gerusalemme, in Francigena. Santi cavalieri, pellegrini, a cura di P. Caucci von Saucken, Serra Club International /Ultreya ed., Milano 1999, pp. 23–58.
- 51.	 Il mondo dei pellegrinaggi. Roma Santiago Gerusalemme, a cura di P. Caucci von Saucken, Jaca Book, Milano 1999, pp. 384.
- 52.	 La Francigena e le vie romee, in Il mondo dei pellegrinaggi. Roma Santiago Gerusalemme, a cura di P. Caucci von Saucken, Jaca Book, Milano 1999, pp. 137–186.
- 53.	L'itineranza devozionale in epoca medievale, in Francesco Marinelli, Pellegrinaggi eucaristici ed itinerari religioso-culturali nelle Marche, Edizioni Vivere In, Roma 1999, pp. 229–233.
- 54.	 Roma e Santiago di Compostella, in Romei e Giubilei. Il pellegrinaggio medievale a San Pietro (350-1350), a cura di Mario D'Onofrio, Electa, Milano 1999, pp. 65–72.
- 55.	 Il miracolo del “pellegrino, la forca e il gallo” nell'Italia centrale, in Le vie e la civiltà dei pellegrinaggi nell'Italia centrale, Atti del Convegno (Ascoli Piceno, 21-22 maggio 1999) a cura di Enrico Menestò, Centro italiano di Studi sull'Alto Medioevo, Spoleto 2000, pp. 135–146.
- 56.	 Il Cammino di Santiago di Compostella, in Pellegrini e luoghi santi dall'antichità al Medioevo, Atti del Ciclo d'Incontri promosso dal Centro Culturale “Campo della Stella”, a cura di Marino Mengozzi, Società editrice il Ponte Vecchio, Cesena 2000, pp. 51–72.
- 57.	 La tematica jacopea nelle Sacre Rappresentazioni italiane, in Letteratura e Drammaturgia dei Pellegrinaggi, a cura di M. Chabò e F. Doglio, Edizioni Torre D'Orfeo, Roma 2000, pp. 123–141.
- 58.	Roma y Santiago: peregrinos, caminos y jubileos, in Santiago de Compostela: ciudad y peregrino, Actas del V Congreso internacional de Estudios jacobeos, coordenador del Congreso Robert Plötz, Xunta de Galicia, Santiago de Compostela 2000, pp. 445–459.
- 59.	Odeporica Compostellana. La Spagna nella memoria dei pellegrini italiani, Centro Italiano di Studi Compostellani/ Università di Perugia, Perugia 2002, pp. 149.
- 60.	Francigena. Santi cavalieri, pellegrini, a cura di P. Caucci von Saucken, Serra Club International /Ultreya ed., Milano 1999, pp. 329.
- 61.	La Francigena, via per Roma, Santiago e Gerusalemme, in Francigena. Santi cavalieri, pellegrini, a cura di P. Caucci von Saucken, Serra Club International /Ultreya ed., Milano 1999, pp. 23–58.
- 62.	 Il mondo dei pellegrinaggi. Roma Santiago Gerusalemme, a cura di P. Caucci von Saucken, Jaca Book, Milano 1999, pp. 384. (Lo stesso tradotto in Spagnolo, francese, tedesco)
- 63.	 La Francigena e le vie romee, in Il mondo dei pellegrinaggi. Roma Santiago Gerusalemme, a cura di P. Caucci von Saucken, Milano 1999, pp. 137–186. (Lo stesso tradotto in Spagnolo, francese, tedesco)
- 64.	L'itineranza devozionale in epoca medievale, in, Pellegrinaggi eucaristici ed itinerari religioso- culturali nelle Marche, a cura di Francesco Marinelli Edizioni Vivere In, Roma 1999, pp. 229–233.
- 65.	 Roma e Santiago di Compostella, in Romei e Giubilei. Il pellegrinaggio medievale a San Pietro (350-1350), a cura di Mario D'Onofrio, Electa, Milano 1999, pp. 65–72.
- 66.	Santiago, Roma, Jerusalén, Actas del III Congreso Internacional de Estudios Jacobeos, a cura di Paolo G. Caucci von Saucken, Segoaf, Santiago de Compostela 1999, pp. 342.
- 67.	Militia Sacra e cura peregrinorum: Ordini militari ed ospitalieri e pellegrinaggio, in Santiago, Roma, Jerusalén, in Actas del III Congreso Internacional de Estudios Jacobeos, a cura di Paolo G. Caucci von Saucken, Segoaf, Santiago de Compostela 1999, pp. 29–49.
- 68.	 Il miracolo del “pellegrino, la forca e il gallo” nell'Italia centrale, in Le vie e la civiltà dei pellegrinaggi nell'Italia centrale, a cura di Enrico Menestò, Centro italiano di Studi sull'Alto Medioevo, Spoleto 2000, pp. 135–146.
- 69.	 Il Cammino di Santiago di Compostella, in Pellegrini e luoghi santi dall'antichità al Medioevo, Atti del Ciclo d'Incontri promosso dal Centro Culturale “Campo della Stella”, a cura di Marino Mengozzi, Società editrice “ il Ponte Vecchio”, Cesena 2000, pp. 51–72.
- 70.	 Pellegrinaggio e cavalleria, in “Quaderni Stefaniani”, XIX (2000), pp. 289–305.
- 71.	 La tematica jacopea nelle Sacre Rappresentazioni italiane, in Letteratura e Drammaturgia dei Pellegrinaggi, a cura di M. Chabò e F. Doglio, Edizioni Torre D'Orfeo, Roma 2000, pp. 123–141.
- 72.	Roma y Santiago: peregrinos, caminos y jubileos, in Santiago de Compostela: ciudad y peregrino, Actas del V Congreso internacional de Estudios jacobeos, a cura di Robert Plötz, Xunta de Galicia, Santiago de Compostela /Vivero 2000, pp. 445–459.
- 73.	Odeporica Compostellana. La Spagna nella memoria dei pellegrini italiani, Centro Italiano di Studi Compostellani/ Università di Perugia 2002, pp. 149.
- 74.	Italia y el mundo mediterráneo, in Sentimientos del Camino, a cura di José Manuel García Iglesias, Xunta de Galicia-Alva gráfica, la Coruña 2003, pp. 87–93.
- 75.	El “ sueño de Carlomagno en Italia”: La Entrée en Espagne, in El Pseudo-Turpin. Lazo entre el culto Jacobeo e el Culto de Carlomagno, Actas del VI Congreso internacional de Estudios jacobeos, a cura di Klaus Herbers, Xunta de Galicia Santiago de Compostela/Santa Comba 2003, pp. 347–352.
- 76.	El viaje del príncipe Cosimo dei Medici por España y Portugal, a cura di Paolo Caucci von Saucken, Xunta de Galicia, Eurograf, Santiago de Compostela, 2004, pp. 380.
- 77.	 Introducción, in El viaje del príncipe Cosimo dei Medici por España y Portugal, a cura di Paolo Caucci von Saucken, Xunta de Galicia, Eurograf, Santiago de Compostela, 2004, pp. 17–48.
- 78.	Santiago e l'Italia: status quaestionis, in Santiago e l'Italia, Atti del Convegno Internazionale di Studi, (a cura di Paolo Caucci von Saucken), Edizioni Compostellane, Pomigliano D'Arco-Napoli, pp. 7–32.
- 79.	Una nuova acquisizione alla letteratura odeporica compostellana, la relazione di pellegrinaggio del carmelitano Giacomo Antonio Naia, in Patrimonio artístico de Galicia y otros estudios. Homenaje al Prof. Serafín Moralejo Álvarez, a cura di Angela Franco Mata, Eugenio Romero Pose y John Williams, Eurográficas-Xunta de Galicia, Santiago de Compostela 2004, 3 tomos, t. III, pp. 57–66.
- 80.	Anno Santo 1717, Introduzione a GIAN LORENZO BUONAFEDE VANTI, Viaggio Occidentale a San Giacomo di Galizia, a cura di G. Tamburlini, Edizioni Università di Trieste 2004, pp. 1–3.
- 81.	Introducción, a R.VÁZQUEZ SANTOS, Vida de Santiago Mayor en el Legendario húngaro de los Anjou, Xunta de Galicia Santiago de Compostela 2005, pp. 13–14.
- 82.	Culto y cultura de la peregrinación a Santiago de Compostela, in Visitandum est. Santos y Cultos en el Codex calixtinus, in Actas del VII Congreso internacional de Estudios Jacobeos, (coordinador Paolo Caucci von Saucken), Xunta de Galicia, Santiago de Compostela 2005, pp. 91– 106.
- 83.	 Caballería y peregrinación, in La Orden de San Antón. Órdenes hospitalarias. Actas del curso de verano de la Universidad de Burgos (Castrojeriz 18-22 de julio de 2005), pp. 17–31.
- 84.	 Incipit Galicia. Introduzioni, presentazioni, prefazioni, preamboli, discorsi inaugurali e portici a Santiago, il Cammino e Tema galeghi, Edizioni Compostellane, Pomigliano D'Arco-Napoli 2006, pp. 287.
- 85.	 Santiago e i Cammini della memoria, Edizioni Compostellane, Pomigliano D'Arco-Napoli 2006, pp. 254.
- 86.	 Lineamenti per una storiografia ed interpretazione della Francigena del Duemila, in Ad Limina Petri, Convegno di studi sulla Francigena, a cura del Comitato nazionale per i 500 anni della Basilica di San Pietro, Roma 2007, pp. 33–59

### Studi ispanici
- 87.	 La Materia di Bretagna nelle lettere ispaniche, Università di Perugia, Perugia 1974, pp. 163.
- 88.	 Presentazione a José María Castroviejo, Don Chisciotte, traduzione di Giovanna Scalia Rössler, Università di Perugia, Perugia 1980, pp. 3–4.
- 89.	 Teoria e forma del romancero tradicional, Cleup, Perugia 1975, pp. 158.
- 90.	 Tradizione ed ispanità in Federico García Lorca, in “Dialoghi”, XXI, (1-2, 1977), pp. 23–34.
- 91.	 I tre prìncipi, nota introduttiva a Pedro de Ribadeneyra, Trattato della Religione e delle Virtù che il principe cristiano deve avere... trad. a cura di O. Tavoni, vol. I, Edizioni Cantagalli, Siena 1978, pp. 5–32
- 92.	 Invito alla lettura di Antonio Machado, Mursia editore, Milano 1980, pp. 189.
- 93.	Le fonti del Graal, in “Traditio”, III, n. 1 nuova serie (Ottobre-dicembre 1980), pp. 3–12. (successivamente anche con traduzione al greco).
- 94.	 Il saber del cuerpo y de la muerte nei trattati di cavalleria ispanici, in “Saggi di lingua e letteratura”, Università di Perugia, 1986, vol. I, pp. 129–140.
- 95.	 In memoria di Giovanni Allegra intellettuale ed ispanista esemplare, in Saggi in onore di Giovanni Allegra, a cura di Paolo Caucci von Saucken, Università di Perugia, Perugia 1995, pp. 5–6,
- 96.	 I tre prìncipi: ovvero sul “ buon governo” secondo San Tommaso, Machiavelli e Pedro Ribadeneyra, in Problemas de la ciencia jurídica. Estudios en homenaje al Profesor Francisco Puy Muñoz, a cura di Milagros Otero Parga, Universidade de Santiago de Compostela, Santiago de Compostela 1991, t. I., pp. 119–131.

### Studi galeghi
- 97.	 I “Seis  poemas galegos” di Federico García Lorca, Benucci editore, Perugia 1977, pp. 46.
- 98.	 Le fonti del sapere fantastico nelle lettere gaglieghe, in Gianni Ferracuti La via gagliega al fantastico (dai romantici a Cunqueiro),  Università di Perugia, Perugia 1981, pp. 1–4.
- 99.	 Gaglieghità e hidalguía de Don Ramón del Valle-Inclán, in Dianella Gambini, Don Ramón del Valle-Inclán tra letteratura e luoghi natali, Università di Perugia, Perugia 1982, pp. 5–8.
- 100.	 Presentazione a Constantino García González, Il Galego, trad. di Giovanna Scalia Rössler, Università di Perugia, Perugia 1984, pp. 5–6.
- 101.	 La materia de Bretaña en las letras gallegas. Consanguinidad o literatura: elementos de una polémica, in “Coordenadas” (Revista universitaria de Cultura), Santiago de Compostela, I (s.d., ma 1984), pp. 43–51.
- 102.	 Literatura galega, in “ Arbor”, CXXIV, nn. 488-489 (1986), pp. 157–162.
- 103.	 Presentación a Francisco Puy ¿Qué è Galicia? Para unha Metafísica Anxélica de Galicia, (Tres Seminarios e unha Conferencia na universidade de Perugia, 26-30 Abril 1993), Fundación A. Brañas, Santiago de Compostela 1993, pp. 11–14

### Recensioni e schede
(A titolo esemplare si indicano quelle apparse nel “Giornale italiano di Filologia”)
- 104.	 Martin Löpelmann, Etymologisches Wörterbuch des baskischen Sprache, Dialekte von Labourd, Nieder Navarre, und La Soule I. 	Band XLI-746, II. Band 747-1356, Berlin, Walter de Gruyter, 1968, in GIF 1976 (NS VII, XXVIII, 1), pp. 135–136.
- 105.	 Francisco Delicado, Retrato de la Loçana andaluza, ed. critica de B. M. Damiani e G. Allegra, Madrid, ed. J. Porrúa Turanzas 1975, pp. 467, in GIF 1976 (NS VII, XXVIII, 3), pp. 362–64.
- 106.	 José María Blázquez, Diccionario de las religiones prerromanas de Hispania, Madrid, Ediciones Istmo, 1975, pp. 191, in GIF 1976 (NS VII, XXVIII), pp. 364–366.
- 107.	 Joaquín Arce, Boccaccio humanista y su penetración en España, Madrid Fundación Universitaria Española, 1975, pp. 27, in GIF 1977 (NS VII, XXIX, 2), pp. 345–356.
- 108.	Cantar de Mio Cid - Cantare del Cid, presentazione commento e trad. di L. Fiorentino, Milano, Mursia 1976, pp. XXXVII+229, in GIF (NS IX, XXX, 2), 1978, pp. 217–220.

### Studi di grammatica comparata
- 109.	 Unidades didácticas, ed. dalla Universidad Nacional de Educación a Distancia (Madrid 1974), 6 voll., pp. 580.

### Traduzioni
- 110.	La trasfigurazione letteraria (trad. e note a José Luis Varela, La transfiguración literaria, Madrid, Prensa Española, 1970), Volpe ed., Roma 1972, pp. 210.

### Articoli in Giornali e Riviste
- 111-160. Oltre cinquanta articoli in giornali e riviste italiane e spagnole principalmente su tematiche compostellane.

A titolo esemplare si indicano:
- Motivos del peregrinaje in “El Urogallo”, XXXIX–XL (Julio-septiembre 1989), pp. 28–32.
- El camino y los caminos de Santiago, in “Cuenta y Razón del pensamiento actual”, Febrero-Marzo 1993,  pp. 28–32.

### Direzione e pubblicazione di Atti di Convegni
- 1.	Il pellegrinaggio a Santiago de Compostela e la Letteratura Jacopea, Università degli Studi di Perugia - Edizioni Scientifiche Italiane, Napoli 1985, pp. 445.
- 2.	Pistoia e il Cammino di Santiago: Una dimensione europea nella Toscana medievale. Università degli Studi di Perugia - Edizioni Scientifiche Italiane, Napoli 1987, pp. 366.
- 3.	Santiago, Roma, Jerusalén, Actas del III Congreso internacional de Estudios Jacobeos, Xunta de Galicia, Santiago de Compostela 1999, pp. 342.
- 4.	Santiago e l'Italia, Atti del Convegno Internazionale di Studi, Edizioni Compostellane 2004, pp. 878.
- 5.	Visitandum est, Actas del VII Congreso internacional de Estudios Jacobeos, Xunta de Galicia, Santiago de Compostela 2005, pp. 303.